# Sethian
Sethian es una banda del metal progresivo que se formó en 1998 que debutó con su primer álbum Into the Silence que se lanzó a la venta en el año 2003. Este álbum tiene una gran similitud con Empire de Queensrÿche.
Entre los miembros de la banda se incluye Tapio Wilska ex-Finntroll. El encargado de la batería es Jukka Nevalainen de Nightwish.

## Discografía
- Demo - EP, 1998
- The Dream Domain - EP, 2001
- Into the Silence (2003)

## Miembros
- Tapio Wilska – vocalista
- Jussi Koponen – guitarra
- Juuso Jalasmäki (ex-Wizzard) – guitarra
- Marco Kautonen – guitarra
- Sam Silvennoinen – bajo
- Jukka Nevalainen – batería

## Sección de miembros
- Tuomas Holopainen – Teclado
- Nils Ursin (ex-Timo Rautiainen & Trio Niskalaukaus) – Teclado